# حقل (بعدان)

تعديل مصدري - تعديل

حقل هي إحدى قرى عزلة الحرث بمديرية بعدان التابعة لمحافظة إب، بلغ تعداد سكانها 338 نسمة حسب تعداد اليمن لعام 2004.